# Кореопсис гигантский
Кореопсис гигантский (лат. Coreopsis gigantea) — вид травянистых растений рода Кореопсис (Coreopsis) семейства Астровые (Asteraceae), суккулент, произрастает в штатах Калифорния (США) и Нижняя Калифорния (Мексика).

## Ботаническое описание

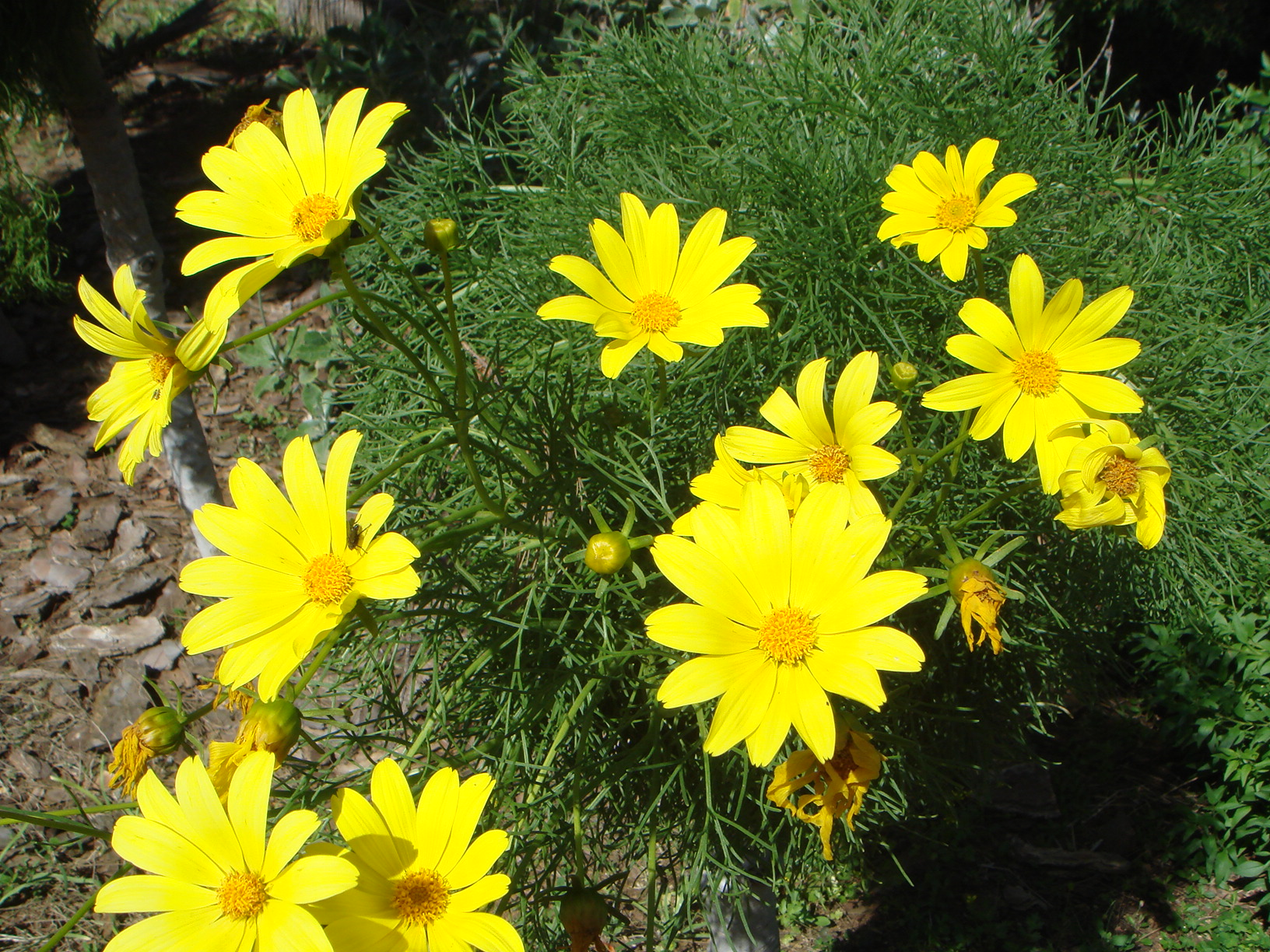
Цветы гигантского кореопсиса.

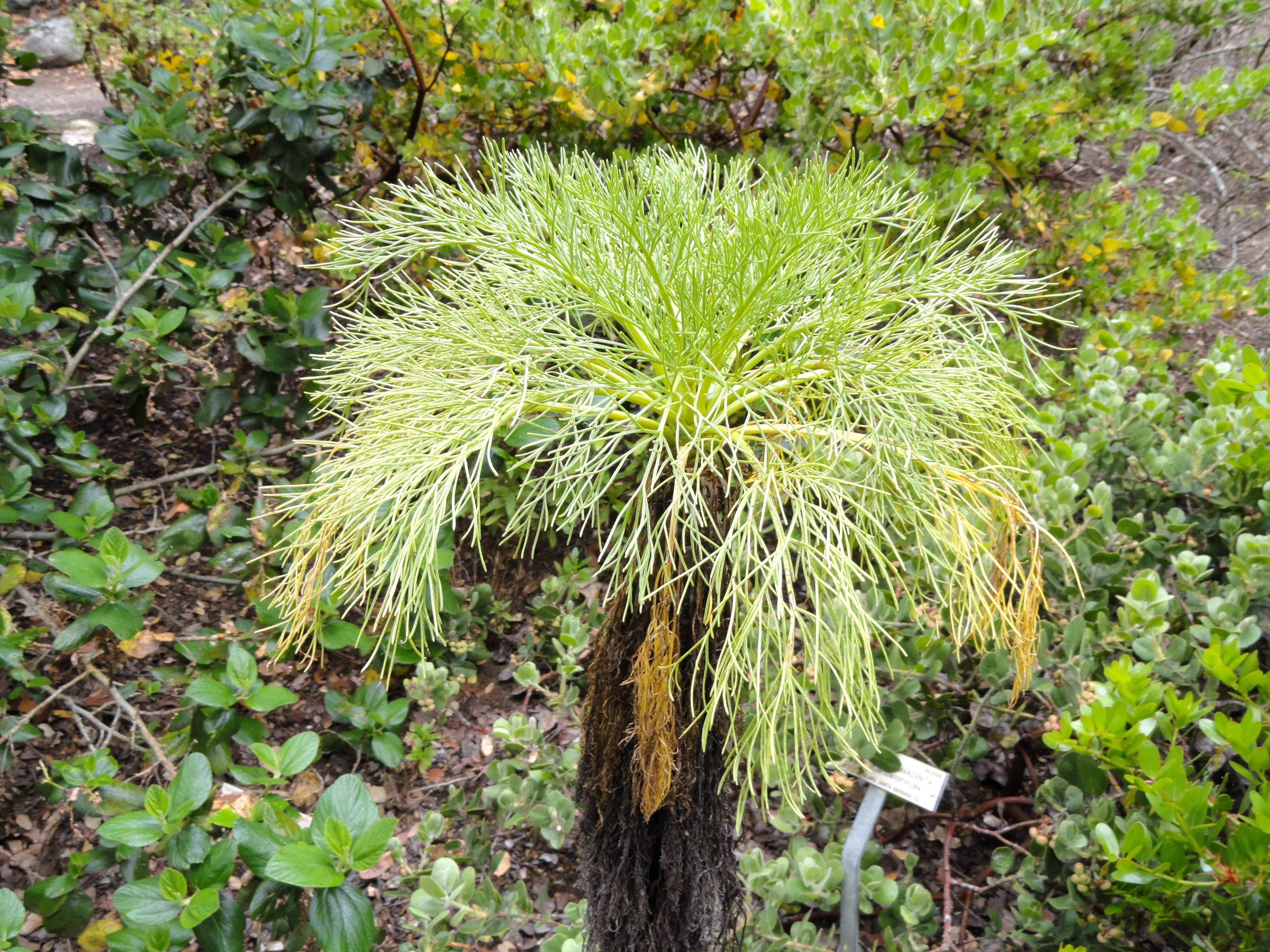
Кореопсис в ботаничесоком саду Калифорнийского университета в Беркли.

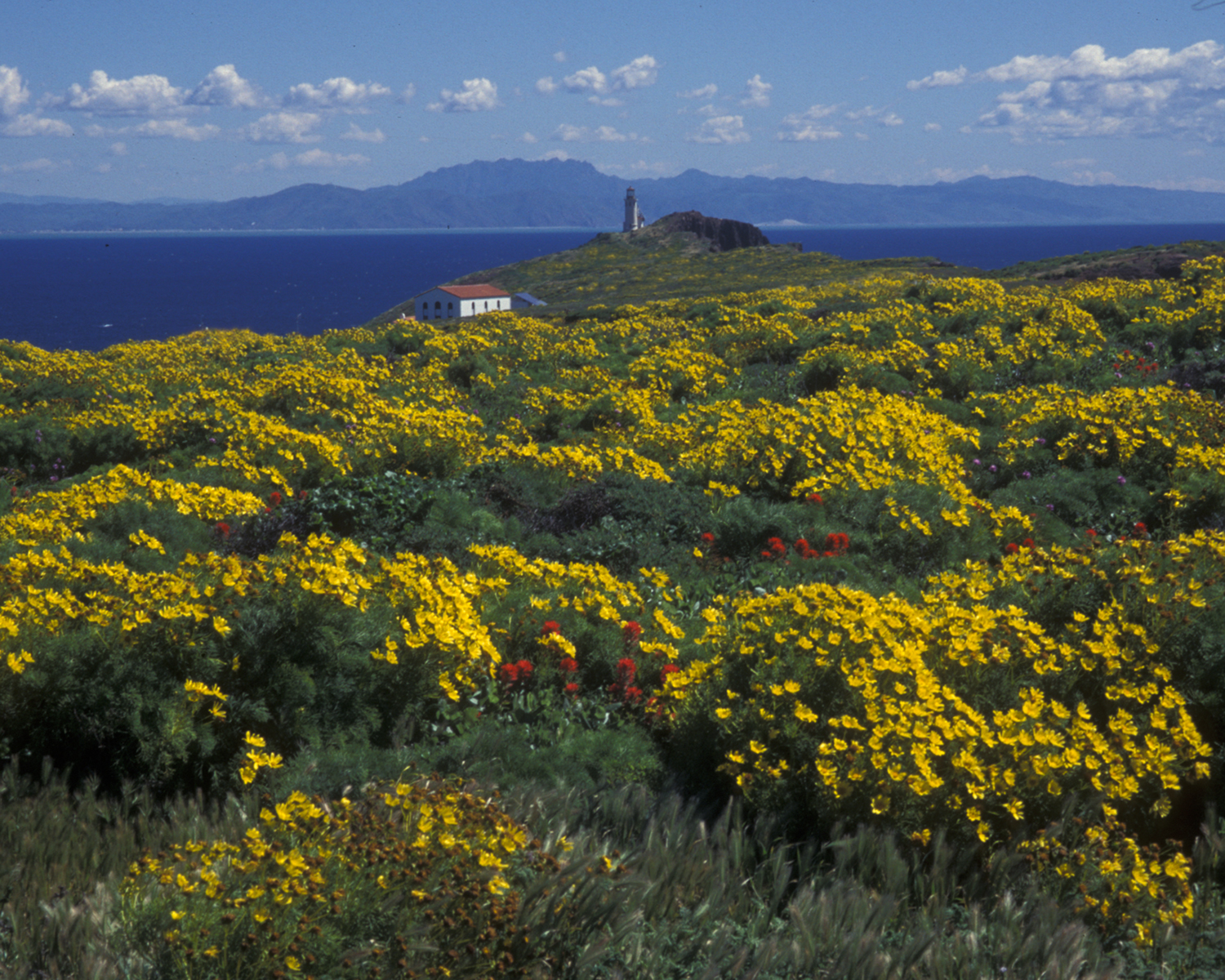
Заросли гигантского кореопсиса на острове Анакапа.

Кореопсис гигантский — многолетнее древовидное травянистое растение высотой от 1 до 2 м. Ствол 4—10 см в диаметре, сочный, прямой у основания, в середине ветвится. Длинные ярко-зелёные листья расположены на концах ветвей, образуя кустистые плотные кластеры. Цветы — ярко-жёлтые, ромашкообразные, 6—20 см.
Растение является суккулентом, сохраняет запасы воды в стволе. Летом листья опадают.

## Ареал и местообитание
Растение встречается к югу от гор Санта-Моника Южной Калифорнии, на центральном и южном побережье Южной Калифорнии, на островах Чаннел (США), в Нижней Калифорнии и на юг до острова Гуадалупе (Мексика). Ареал кореопсиса гигантского ограничен его непереносимостью морозов. Произрастает в прибрежной зоне, особенно в местах с частыми туманами, на хорошо дренажированной почве.
На острове Анакапа обеспечивает гнездовой материал для американского бурого пеликана.

## Культивирование
Растение засухоустойчиво, требует хорошо дренажированной почвы. Плохо переносит избыток воды. Не переносит мороз.